# Derecho público
El derecho público es la parte del ordenamiento jurídico que regula las relaciones entre las personas o entidades privadas con los órganos que ostentan el poder público cuando estos últimos actúan en ejercicio de sus legítimas potestades públicas (jurisdiccionales, administrativas, según la naturaleza del órgano que las ejerce) y de acuerdo con el procedimiento legalmente establecido, y de los órganos de la Administración Pública entre sí. Ejemplo: Cuando algún asesino se encuentra suelto por las calles, es un peligro para la sociedad por lo que se toma interés social.
La característica del derecho público es que sus mandatos no se encuentran sujetos a la autonomía de la voluntad que pudiesen ejercer las partes, es decir «no» pueden ser modificados por las partes en uso legítimo de su autonomía de la voluntad. Son mandatos «irrenunciables y obligatorios», en virtud de ser mandados en una relación de subordinación por el Estado (en ejercicio legítimo de su principio de imperio). La justificación es que deben ser acatados por toda la población.
También se ha definido al derecho público como la parte del ordenamiento jurídico que regula las relaciones de supra ordenación y de subordinación entre el Estado y los particulares y las relaciones de suprasubordinación, de subordinación y de coordinación de los órganos y divisiones funcionales del Estado entre sí. El derecho público es llevado a cabo a través de las normas que lo conforman.

## Características
Tradicionalmente,[cita requerida] el derecho se ha dividido en las categorías de derecho público y de derecho privado. No obstante esta división ha sido ampliamente criticada y en la actualidad no tiene tanta fuerza, ante la aparición de parcelas del ordenamiento jurídico en las que las diferencias entre lo público y lo privado no son tan evidentes. Aunque generalmente el derecho público hace referencia a las normas que ordenan y regula a los órganos públicos (estatales) entre sí, y entre los privados y públicos.
Asimismo, habitualmente se suele definir el derecho público por contraposición al derecho privado. Sin embargo, se ha estimado que la clasificación o distinción entre derecho público y privado debe ser tomada con prudencia, al considerársela poco atractiva desde el punto de vista científico.
La distinción entre el ius publicum et privatum ya existía en la ciencia jurídica romana, y la definía el jurista romano, de origen fenicio Domicio Ulpiano: «publicum ius est quod ad statum rey Romanae spectat» ((Derecho público es el afecta al gobierno de la república), diferenciando del derecho privado que se refiere al provecho de cada individuo particular. Cuando se habla del provecho o interés, en términos jurídicos, se refiere a la utilidad de la norma que puede estar al servicio de las cosas públicas, persiguiendo el interés general, o bien situarse en beneficio del interés particular, del individuo titular de los derechos. Con un criterio subjetivo, lo que se fundamenta en la calidad de los sujetos , el derecho público se refiere a los sujetos dotados de Imperio o facultades de decidir, con un poder de dominio, aunque ese poder de supremacía no siempre se encuentra en la esfera del derecho público, entre órganos estatales del mismo grado y también subsiste en el sector privado, como sería en el caso del empresario sobre los empleados. que se traducen normalmente en actas de decisión unilateral.
Como diferencias entre derecho privado y derecho público se suelen mencionar las siguientes:
- Mientras que en el derecho público predominaría la heteronomía y las normas de corte imperativo u obligatorio, en el derecho privado se haría prevalecer la autocomposición de los intereses en conflicto y las normas de corte dispositivo (normas que actúan en el caso de no haber acuerdo o disposición contractual previa entre las partes implicadas).
- Las partes en el derecho privado se suponen relacionadas en posiciones de igualdad, al menos teórica. La típica relación de derecho público, en cambio, estaría marcada por una desigualdad derivada de la posición soberana o imperium con que aparece revestido el o los organismos públicos (poderes públicos) que en ella interviene.
- Se dice que las normas de derecho privado tenderían a favorecer los intereses particulares de los individuos, mientras que en las normas de derecho público estarían presididas por la consecución de algún interés público.

De todas formas, es difícil precisar los límites entre el Derecho público y el privado y las esferas de contenido de cada uno. La distinción clásica del Derecho romano ha cuestionado por algunos autores como Roberto de Ruggiero, que considera inadecuado adoptar la utilitas como criterio, considerando público el Derecho que se refiere a la utilidad pública y privado en lo que se refiere a la privada, ya que se da excesiva importancia a un elemento no exclusivo y se presupone, por otra parte, una separación entre el interés público y el interés privado, que ya no existía en el ordenamiento jurídico romano y que no es admisible en el contemporáneo. Para el autor, la distinción no puede fundamentarse exclusivamente en la utilidad de la norma, el criterio del interés y la utilidad es un instrumento para distinguir las normas, en el Derecho público se da predominio a la utilidad pública del Estado, en las de Derecho privado prevalece la utilidad de los particulares. Teniendo en cuenta los sujetos a que se refieren las normas y finalidades que persiguen, existen normas que tienen por sujeto al Estado, o diferentes agregados públicos y otros donde el sujeto es el particular, así como existen normas que regulan las relaciones políticas, organización de los poderes del estado, actividad de sus órganos y otros, la regulación de las relaciones jurídicas particulares. Esta diversidad del sujeto y la finalidad en las normas permite vislumbrar lo que representa Derecho público y Derecho privado, respectivamente.

### Críticas
Se ha criticado que definir al Derecho público como aquello que "no es", tiene ciertas inconsistencias lógicas. Por ejemplo, el término "derecho constitucional" no es equivalente al término "derecho público" y nada nos dice sobre el contenido del derecho público, lo mismo pasa si reemplazamos "Derecho constitucional" con el término "derecho privado".
La idea tradicional, y muy difundida, de que en el derecho privado prima la autonomía de la voluntad y que en el derecho público ella no prima, sería inexacta, estimándose que pertenecería a nociones autoritarias, no liberales, del pasado. Decir que el derecho público no está teñido de autonomía de la persona implicaría decir que el Estado podría reprochar la manera de vestir, las preferencias deportivas, religiosas, sexuales, artísticas, etc.
La autonomía personal es una línea maestra en derecho público por ser una de las bases mismas del Estado de Derecho, en una noción liberal de sociedad, es decir en casi la totalidad de los países del mundo.
El Derecho público es el conjunto de normas que regulan la organización y la actividad del Estado y el resto de entes políticos o disciplinan las relaciones entre los ciudadanos y estas organizaciones políticas. Por el contrario, el Derecho privado es el conjunto de normas que regulan las relaciones entre particulares o las relaciones entre éstos y el Estado y sus agregaciones, siempre que, en la relación mantenida, éstas no ejerzan funciones de poder político.
La organización y funcionamiento del Estado y otros entes públicos, creados para administrar o regir la comunidad requieren normas de Derecho público, igualmente las relaciones entre el Estado y el resto de entes públicos, también las relaciones entre el Estado y entes públicos y los particulares, en caso de que los primeros ejerzan funciones de poder soberano necesitarán normas de Derecho público.
La idea muy difundida de que el derecho privado está mayormente regido por la igualdad y que el derecho público no, también es considerada falsa. El principio de igualdad proviene de la idea de individualismo. Es también parte de los fundamentos del Estado liberal y es lo que determinó que un hombre un voto, o que somos todos iguales frente a la ley, que la igualdad es la base del impuesto (o de las "cargas públicas", como indica la Declaración de los Derechos del Hombre y del Ciudadano). Igualdad de género, de raza, de religión, de origen, igualdad de acceso a la jurisdicción, a los cargos públicos, etc.
La distinción que, entre derecho público y derecho privado, suele hacerse desde una lectura de tipo "procesalista", señalando que el derecho privado es más autocompositivo que el derecho público (que es más heterocompositivo), sería un argumento que ignora completamente el derecho de fondo, mostrando una noción puramente procesal del fenómeno jurídico. Por otra parte, sería necesario tener presente que el procedimiento administrativo, la mediación penal, el arbitraje internacional, son mecanismos autocompositivos de derecho público.
Finalmente, se ha criticado la definición del derecho público desde el imperium. En general se estima que no se explica qué se quiere decir con ello, especialmente a través del argumento de que "el Estado todo lo puede" en ejercicio del poder.
El Estado de policía todo lo podía en la polis (ciudad-estado), posteriormente se excluyeron de la "policía" las relaciones internacionales y la hacienda, quedando como actividad administrativa interna. Surgida la doctrina de la división de poderes se excluyó del concepto de policía la actividad legislativa y la judicial. Posteriormente, con el principio de legalidad en el Estado de derecho moderno se logró someter la coacción directa al cumplimiento de reglas preestablecidas.
En consecuencia, tanto el Estado como los particulares actúan según autorizaciones, prohibiciones, permisiones y obligaciones provenientes del ordenamiento jurídico.
Por lo anterior, se ha sostenido que se debe definir al derecho público por aquello que "es" y no por aquello que "no es". El derecho público, entonces, sería aquel que regula las relaciones de los órganos y divisiones funcionales del Estado entre sí y con los particulares.

## Materias o ramas del derecho público
El derecho público regula un gran número de materias correspondientes a la Administración y el Estado, su organización, competencias y, en general, el funcionamiento de los órganos constitucionales, los derechos constitucionalmente reconocidos y nos provee de garantías constitucionales frente a las intromisiones de los poderes públicos a las libertades, derechos y garantías individuales (derecho constitucional); la Administración pública, a nivel interno o nacional, y su actuación a través del procedimiento administrativo común o los distintos procedimientos especiales (derecho administrativo); y abarca también otras materias con carácter supranacional (derecho internacional público), o internas muy específicas (derecho electoral, derecho parlamentario).
Asimismo, también se incluye al derecho penal, como el derecho procesal orgánico y procedimental (sin perjuicio de ciertas materias, donde puede primar la autonomía de las partes), el derecho financiero y tributario y algunas materias del derecho laboral y de seguridad social (infracciones y sanciones del orden social, por ejemplo).
Está compuesto por el derecho constitucional, el derecho administrativo, el derecho internacional público, el derecho tributario, el derecho penal y algunas materias muy específicas como el derecho presupuestario o el derecho territorial.
Son, pues, ejemplos de disciplinas jurídicas incluidas en el concepto genérico de Derecho Público: el Derecho Penal, el Derecho Constitucional, el Derecho Financiero y Tributario o el Derecho Administrativo.
Por otra parte, el ordenamiento jurídico suele tener «salpicaduras» de derecho público: el llamado orden público, que establece límites a la autonomía de la voluntad.

## Principios del derecho público
Los principios del derecho público pueden variar de un Estado a otro. Sin embargo, la doctrina jurídica moderna ha establecido dos de manera prácticamente unánime: el principio de legalidad, es decir, someter al Estado al cumplimiento del ordenamiento jurídico, y todos los principios para el mantenimiento del desenvolvimiento del Estado democrático, es decir, que permitan la mayor realización espiritual y material posible.
Tradicionalmente los principios de Derecho público se suelen contraponer con los principios de autonomía de la voluntad y de igualdad de partes del derecho privado.

### Principio de legalidad
Es un principio fundamental del Derecho público conforme al cual todo ejercicio de potestades debe sustentarse en normas jurídicas que determinen un órgano competente y un conjunto de materias que caen bajo su jurisdicción. Por esta razón se dice que el principio de legalidad garantiza la seguridad jurídica.

### Potestad
El Estado y sus órganos, en sus relaciones con los particulares dentro del Derecho público, no actúa situado dentro de un plano de igualdad, sino en uno de desigualdad, es decir, que le permite crear obligaciones o suprimir derechos del particular sin el consentimiento de este, derivado de la posición soberana o imperium con que aparece revestido, ejerciendo una potestad pública.

### Otras manera de identificar principios del derecho público
Es posible identificar algunos principios que rigen el derecho público:
- El principio de autoridad pública se refiere a las acciones del Estado para proteger y ejecutar la voluntad general, es decir, el interés público. Se destacan dos formas de implementarlas, primero a través del acto unilateral de cumplimiento de la conducta (norma, sentencia o acto administrativo) o mediante la atribución de derechos. Se trata de una relación vertical entre los individuos y el Estado;
- El principio de sometimiento del Estado al orden jurídico corresponde al mecanismo del Estado de Derecho, donde el agente público cumple un deber previsto por la Ley y no un acto volitivo. Por lo tanto, cuando el Estado realiza actividades legislativas, administrativas y jurisdiccionales, debe observar siempre y obligatoriamente la ley;
- El principio de función es la facultad de obrar, cuyo ejercicio constituye un verdadero deber jurídico, que sólo se legitima cuando logra una finalidad previamente prevista. De esta manera, este principio implica un deber y no una facultad de derecho, siempre atenta a la buena fe, la moral, la razonabilidad y la proporcionalidad;
- El principio del debido proceso es la sucesión de actos y hechos encadenados de manera ordenada, encaminados a formar la voluntad del Estado, cuyos fines están legalmente regulados;
- El principio de publicidad surge de la razón de ser del Estado externo, ya que realiza una voluntad general en nombre de la sociedad en su conjunto, por lo que no existe voluntad estatal interna, salvo en casos excepcionales;
- El principio de responsabilidad objetiva corresponde a la obligación del Estado de responder por sus actos jurídicos o ilícitos;
- El principio de igualdad de las personas políticas.